# Максенки (Балезінський район)
Максе́нки (рос. Максенки) — присілок в Балезінському районі Удмуртії, Росія.

## Населення
Населення — 13 осіб (2010; 30 в 2002).
Національний склад станом на 2002 рік:
- росіяни — 100 %